# Kościół Reformowany w Aarburgu
Kościół Reformowany – kościół kalwinistyczny w Aarburgu, w Szwajcarii.

## Historia
Około 1300 roku na miejscu obecnej świątyni zbudowano kaplicę ku czci św. Jerzego. Miejsce uważano za cudowne, przez co do kaplica stała się celem pielgrzymek. 20 czerwca 1484 kaplicę podniesiono do rangi kościoła parafialnego. W 1523 roku władze w Bernie wydały nakaz reformacyjny zakazując głoszenie czegokolwiek poza ewangelią, w 1528 roku decyzją tej samej rady kościół został zborem reformowanym.
Nocą z 3 na 4 maja 1840 roku pożar miasta strawił świątynię oraz forteczną część miasta.
Nową świątynię budowano w latach 1842–1845 wg projektu bazylejskiego architekta Johanna Jakoba Heimlichera, w 1863 roku zamontowano organy.
Wraz z rozdziałem państwa od kościoła w 1907 roku kościół przeszedł na własność parafii. W 1929 roku fabrykant Caspar Weber podarował parafii zegar wieżowy.
W 1937 roku całkowicie przeprojektowano wnętrze kościoła, w 1964 roku odnowiono elewację. W 1966 roku kościół wpisano do rejestru zabytków.

## Architektura
Kościół neogotycko-klasycystyczny, z dwuwieżową fasadą. Wieże są czteroboczne u podstawy, na wysokości gzymsu koronującego przyjmują ośmioboczny kształt. Elewacja kościoła jest przykryta białym tynkiem.
Wnętrze skromne, zmodernizowane. Kościół posiada 3 nawy, w nawach bocznych znajdują się drewniane empory.

## Galeria

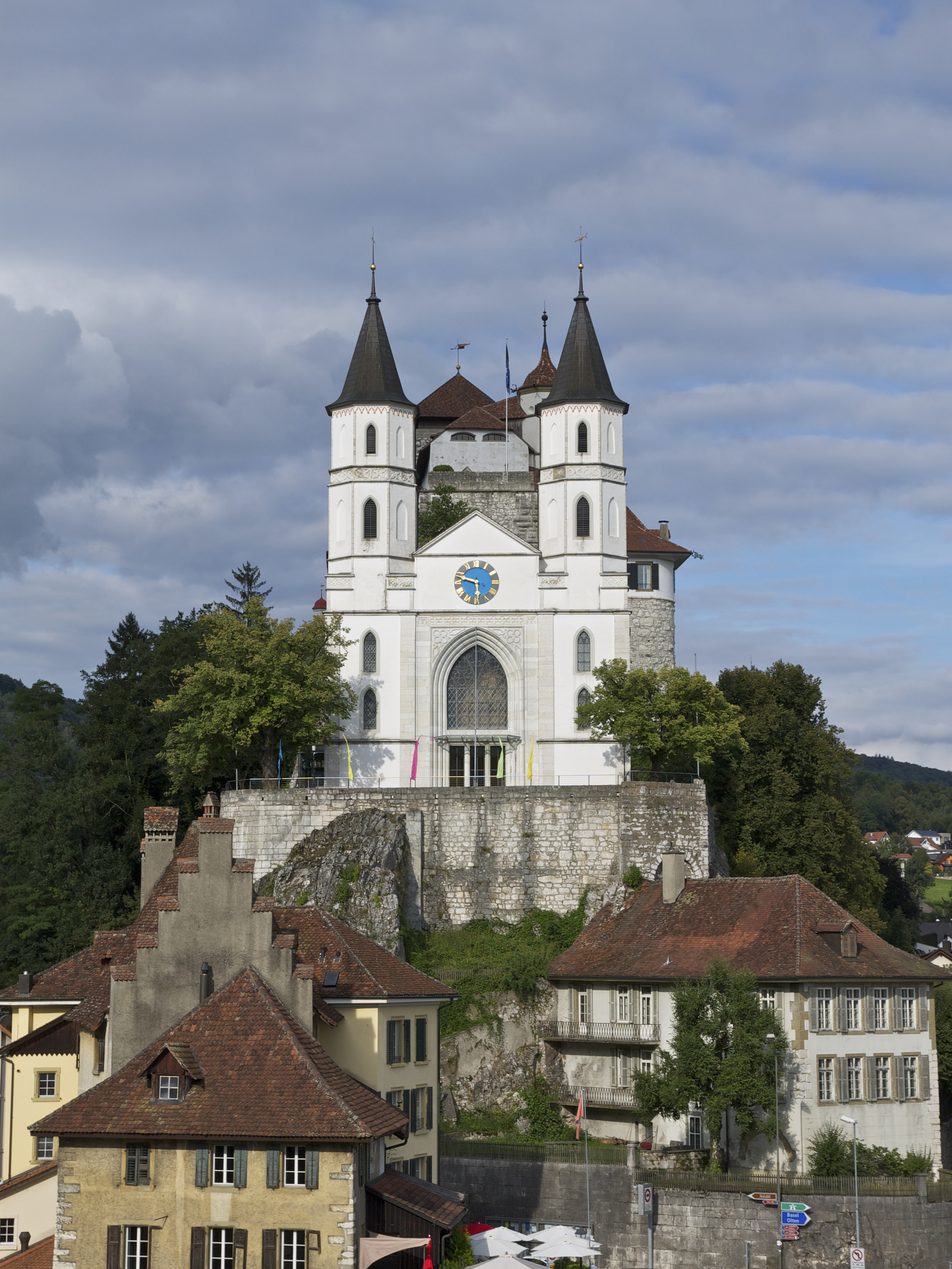
Fasada kościoła
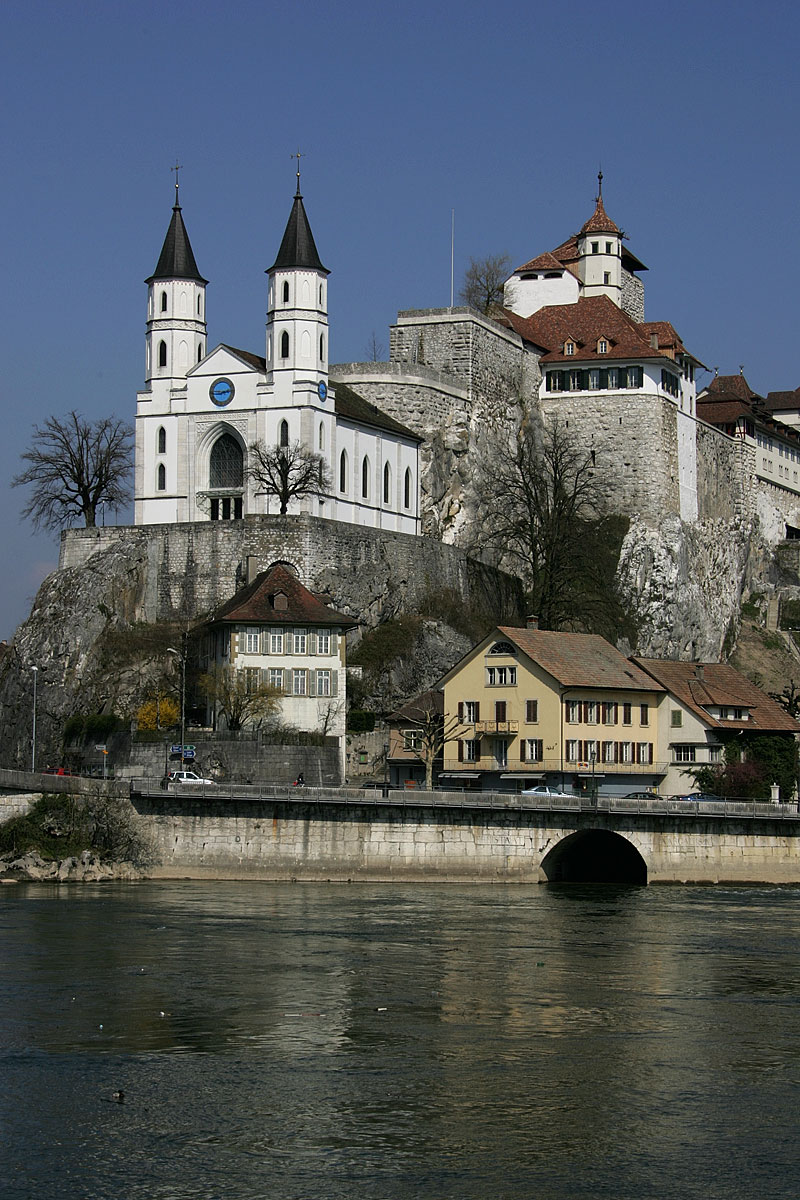
Widok z południa